# Black Eyed Peas
Black Eyed Peas is een Amerikaanse hiphop/house-band uit Los Angeles. De groep bestaat uit will.i.am, Apl.de.ap en Taboo. Van 2002 tot 2017 maakte ook zangeres Fergie deel uit van de groep.

## Biografie

### Eerste jaren

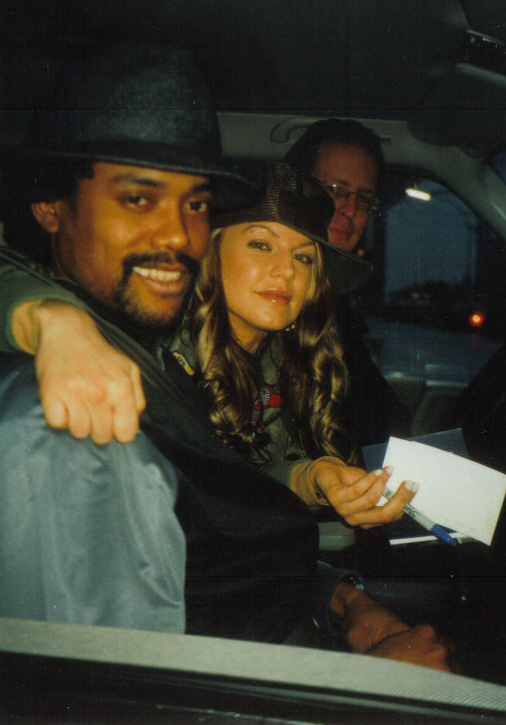
Apl.de.ap & Fergie

Black Eyed Peas werd in 1992 opgericht als Atban Klann door will.i.am, Apl.de.ap en Dante Santiago, onder welke naam ze een contract kregen bij Ruthless Records van Eazy-E. Maar omdat hun teksten te positief en vredelievend waren voor het label werd er nooit een album uitgebracht.
Nadat Eazy-E stierf aan aids in 1995 werd de groepsnaam veranderd in Black Eyed Peas. Dante Santiago werd vervangen door Kim Hill, en hun debuutalbum Behind the Front (1998) ontving goede kritieken. Hierna brachten zij in 2000 het album Bridging the Gap uit. Dat jaar deden ze ook een gastbijdrage aan het album V.I.P. van Jungle Brothers. De doorbraak kwam met Elephunk, hun derde album, dat werd uitgebracht in 2003. Op dit album hadden ze een nieuwe zangeres, Stacy "Fergie", die voorheen optrad bij Kids Incorporated en ook lid was van tienerband Wild Orchid. Zij verving de achtergrondzangeres Kim Hill, die de band in 2000 verliet.

### 2003-2006: Elephunk & Monkey Business
Van het album Elephunk verscheen het anti-oorlogslied Where Is the Love?, dat hun eerste grote hit werd in veel landen (2003). De band had meer succes in Europa dan in hun thuisland. Gedurende hun tournee in Azië in 2004 werd het levensverhaal van Apl.de.ap verteld in een wekelijkse Filipijns televisieserie onder de naam Maalaala Mo Kaya (Will You Remember). Hierin werd verteld over zijn kindertijd in Pampanga, een plaats in de Filipijnen, voordat hij op 14-jarige leeftijd zijn familie verliet om naar de Verenigde Staten te gaan om daar een betere toekomst te kunnen krijgen. Het refrein in The Apl Song is geschreven in Tagalog, de officiële taal in de Filipijnen. Het nummer vertelt het levensverhaal van Apl.de.ap. De Filipijnse tekst en de melodie van het nummer is gebaseerd op het nummer Balita van de Filipijnse folkgroep Asin uit de jaren 1970-80. Van het nummer werd een exclusieve video voor de Filipijnse fans opgenomen ten tijde van hun tournee.
De single Let's Get Retarded werd herschreven tot Let's Get It Started voor de promotievideo van de NBA (basketbal) finale. De nieuwe tekst van het nummer paste beter bij basketbal, in tegenstelling tot de originele tekst die ging over feesten en dronken worden.
Begin augustus 2004 vloog hun opnamestudio in Los Angeles in brand, waarbij nog net de harde schijf met hun nieuwe muziek gered kon worden. De release van hun vierde album Monkey Business werd hierdoor uitgesteld, en het verscheen alsnog op 7 juni 2005. De eerste single van dit album Don't Phunk with My Heart bereikte zowel in Amerika als in andere landen hoge plaatsen. Sommige radiostations die het nummer te obsceen vinden, kunnen een alternatieve versie spelen, Don't Mess with My Heart.
Tussendoor zong will.i.am samen met de Pussycat Dolls het nummer Beep. Daarnaast brachten hij en Fergie een soloalbum uit.

### 2009-2011: The E.N.D. & The Beginning
Op 9 juni 2009 werd hun nieuwe album The E.N.D. uitgebracht. Het album kwam op nummer één in Amerikaanse Billboard 200 en behaalde de top 10 in Nederlandse Album Top 100. Het album klinkt anders dan de voorgaande albums; er staat geen echte hiphop meer op, maar meer elektronische muziek. Als eerste single komt het nummer Boom Boom Pow uit. Dit nummer stond elf weken op rij op de eerste plaats in de Amerikaanse Billboard Hot 100. De tweede single werd I Gotta Feeling die voor veertien  weken op nummer 1 stond in de Amerikaanse Billboard Hot 100, als opvolger van Boom Boom Pow. I Gotta Feeling, geproduceerd door David Guetta, is de tot nu toe grootste hit die de groep ooit heeft gehad. Inmiddels staat Black Eyed Peas door de twee nummer 1-hits al een half jaar onafgebroken op de eerste plaats van de Amerikaanse Billboard Hot 100. I Gotta Feeling is met 108 weken de langstgenoteerde single ooit in de Nederlandse hitlijsten. De notering is behaald in de Single Top 100.
De groep is meerdere malen in de Benelux geweest. Zo stonden ze 4 juli 2009 in Rotterdam tijdens de TMF Awards. Op 19 mei 2010 stonden ze met hun The E.N.D. World Tour in het Sportpaleis van Antwerpen. Alle tickets waren in amper 5 minuten de deur uit. In 2011 traden ze op tijdens Rock Werchter.
Na de door David Guetta geproduceerde wereldhit I Gotta Feeling kwamen er nog drie singles van het album The E.N.D. uit: Meet Me Halfway, Rock That Body en Imma Be. Ook zou er een 3D-film van een concert van The E.N.D. World Tour gemaakt worden door James Cameron. Omdat de band zich graag wilde richten op hun nieuwe studioalbum ging dit niet door. Wel zal er van The E.N.D. World Tour in Zuid-Amerika een van de concerten opgenomen worden en die zal op dvd worden uitgebracht.
Eind 2010 brachten de Peas alweer een nieuw album uit: The Beginning. Dit album werd door critici niet bepaald positief onthaald, en ook vele fans waren er teleurgesteld over. Maar de eerste single van het album, The Time (Dirty Bit), was wel een dikke hit. In Nederland schopte het nummer het tot nummer 4 in de Top 40, en in Vlaanderen werd het een nummer 1-hit. De daarop volgende singles, Just Can't Get Enough en Don't Stop the Party, werden ook hits. Whenever had minder succes en kwam in Nederland niet eens in de hitlijsten.

### 2012-2015: pauze
In 2011 maakte de groep bekend dat het even een pauze inlast (net zoals het deed in de tijd tussen het album Monkey Business en The E.N.D). Vooral Will.i.am en Fergie wilden hun solocarrière verder uitbouwen. Will.i.am bracht zijn album #willpower uit, waarvan This Is Love (met Eva Simons) en Scream & Shout (met Britney Spears) zeer grote hits werden, en #thatPOWER (met Justin Bieber) een klein hitje. Ook had Will.i.am kleine hitjes met Bang Bang, Crazy Kids (met Ke$ha), Fall Down (met Miley Cyrus), Something Really Bad (met Dizzee Rascal) en Feelin' Myself (met French Montana, Wiz Khalifa, Miley Cyrus en DJ Mustard). Fergie bracht nog een nummer uit met rapper Pitbull, Feel Alive, en A Little Party Never Killed Nobody (All We Got), wat de soundtrack was voor de film The Great Gatsby, samen met GoonRock en Q-Tip.

### 2015-2020
Om hun 20-jarig bestaan te vieren, kwam de groep in 2015 weer bij elkaar. In de zomer van dat jaar verscheen de single Yesterday. Opvallend was dat Fergie niet meedeed in het nummer. 
In 2016 veranderden The Black Eyed Peas hun bandnaam naar Black Eyed Peas, zonder 'the'. Datzelfde jaar kwam er een nieuwe versie uit van de hit Where Is the Love?, vanwege het politiegeweld in die tijd in de VS. In dit nummer deed Fergie wel weer mee.
Na lange geruchten bevestigde Will.i.am in juni 2017 dat Fergie de groep na vijftien jaar heeft verlaten. In januari 2017 ging het gerucht dat zangeres Nicole Scherzinger van The Pussycat Dolls haar zou vervangen, maar Scherzinger ontkrachtte dit in een interview tijdens het Amerikaanse programma The Real.
Het zevende studioalbum, Masters of the Sun Vol. 1, verscheen in oktober 2018. Dit was hun eerste album in acht jaar. Het album was echter geen succes en ook de singles ervan flopten. Wel organiseerden de Black Eyed Peas op 13 november 2018 een signeersessie en 'listening party' van het album in het Vondelpark in Amsterdam, waar een grote groep fans op afkwam.

### 2019-heden: comeback
Hoewel Will.i.am in 2014 nog beweerde onzeker te zijn over de toekomst van zijn band - omdat hij niet wist welke muziekrichting ze in moesten slaan - leken ze vijf jaar later die nieuwe richting eindelijk gevonden te hebben. Eind 2019 brachten de Black Eyed Peas namelijk met J Balvin de single Ritmo (Bad Boys for Life) uit, een reggaetonnummer dat tevens op de soundtrack stond van de film Bad Boys for Life. Met dit nummer scoorde band na acht jaar ook weer een internationale hit. In 2020 zetten de Black Eyed Peas hun reggaetonmuziek succesvol voort met de single Mamacita, wat in veel landen een nog grotere hit werd dan de voorganger. Beide singles zijn terug te vinden op het album Translation, het achtste studioalbum van de band dat ook in 2020 verscheen. Dit album, waarop de band vooral veel reggaeton horen, was in tegenstelling tot de voorganger wel een succes en de Black Eyed Peas leken terug van weggeweest. Later in 2020 verscheen nog de singles Feel the Beat en Vida Loca, die minder succesvol waren dan de twee voorgangers. Opvolger Girl like Me, een samenwerking met Shakira, deed het beter in de hitlijsten.
In 2022 verscheen het negende studioalbum Elevation, waarop de reggaeton wederom werd voortgezet. Voorafgaand aan het album verscheen in de zomer van dat jaar de single Don't You Worry, waarop de band opnieuw samenwerkte met Shakira en oude bekende David Guetta, met wie de Black Eyed Peas en Will.i.am in het verleden intensief samenwerkten.

## Leden
| Naam        | Geboortenaam        | Jaren actief          |
| ----------- | ------------------- | --------------------- |
| will.i.am   | William J. Adams    | 1995-2011, 2015-heden |
| apl.de.ap   | Allan Pineda Lindo  | 1995-2011, 2015-heden |
| Taboo       | Jaime Luis Gómez    | 1995-2011, 2015-heden |
| J. Rey Soul | Jessica Joy Reynoso | 2018-heden            |

| Naam           | Geboortenaam         | Jaren actief         |
| -------------- | -------------------- | -------------------- |
| Dante Santiago | Dante Santiago       | 1992–1995            |
| Kim Hill       | Kimberly Allise Hill | 1995–2000            |
| Fergie         | Stacy Ann Ferguson   | 2000-2011, 2015–2018 |

## Grammy Awards
| Categorie                                                           | Lied / Album / Video      | Jaar | Resultaat   |
| ------------------------------------------------------------------- | ------------------------- | ---- | ----------- |
| Grammy Award for Record of the Year                                 | Where Is the Love?        | 2004 | Genomineerd |
| Grammy Award for Best Rap/Sung Collaboration                        | Where Is the Love?        | 2004 | Genomineerd |
| Record of the Year                                                  | Let's Get It Started      | 2005 | Genomineerd |
| Grammy Award for Best Rap Performance by a Duo or Group             | Let's Get It Started      | 2005 | Gewonnen    |
| Grammy Award for Best Rap Song                                      | Let's Get It Started      | 2005 | Genomineerd |
| Best Rap Performance by a Duo or Group                              | Don't Phunk with My Heart | 2006 | Gewonnen    |
| Best Rap Song                                                       | Don't Phunk with My Heart | 2006 | Genomineerd |
| Grammy Award for Best Pop Performance by a Duo or Group with Vocals | Don't Lie                 | 2006 | Genomineerd |
| Grammy Award for Best Pop Collaboration with Vocals                 | Gone Going                | 2006 | Genomineerd |
| Best Pop Performance by a Duo or Group                              | My Humps                  | 2007 | Gewonnen    |
| Grammy Award for Album of the Year                                  | The E.N.D.                | 2010 | Genomineerd |
| Grammy Award for Best Pop Vocal Album                               | The E.N.D.                | 2010 | Gewonnen    |
| Record of the Year                                                  | I Gotta Feeling           | 2010 | Genomineerd |
| Best Pop Performance by a Duo or Group                              | I Gotta Feeling           | 2010 | Gewonnen    |
| Grammy Award for Best Dance Recording                               | Boom Boom Pow             | 2010 | Genomineerd |
| Grammy Award for Best Short Form Music Video                        | Boom Boom Pow             | 2010 | Gewonnen    |

## Discografie

### Albums
| Album met eventuele hitnotering(en) in de Nederlandse Album Top 100 | Datum van verschijnen | Datum van binnenkomst | Hoogste positie | Aantal weken | Opmerkingen |
| ------------------------------------------------------------------- | --------------------- | --------------------- | --------------- | ------------ | ----------- |
| Elephunk                                                            | 22-06-2003            | 27-09-2003            | 5               | 67           |             |
| Monkey Business                                                     | 30-05-2005            | 04-06-2005            | 3               | 71           |             |
| The E.N.D.                                                          | 05-06-2009            | 13-06-2009            | 8               | 67           |             |
| The Beginning                                                       | 26-11-2010            | 04-12-2010            | 34              | 27           |             |
| Masters of the Sun Vol.1                                            | 26-10-2018            | 26-10-2018            | -               | -            |             |
| Translation                                                         | 19-06-2020            | 19-06-2020            | 18              | 1            |             |

| Album met hitnotering(en) in de Vlaamse Ultratop 200 albums | Datum van verschijnen | Datum van binnenkomst | Hoogste positie | Aantal weken | Opmerkingen |
| ----------------------------------------------------------- | --------------------- | --------------------- | --------------- | ------------ | ----------- |
| Elephunk                                                    | 2003                  | 29-11-2003            | 5               | 47           |             |
| Monkey Business                                             | 2005                  | 04-06-2005            | 4               | 72           |             |
| The E.N.D.                                                  | 2009                  | 13-06-2009            | 2               | 70           | 2x Platina  |
| The Beginning                                               | 2010                  | 04-12-2010            | 6               | 43           | Platina     |
| Masters of the Sun vol. 1                                   | 2018                  | 17-11-2018            | 167             | 1            |             |
| Translation                                                 | 2020                  | 19-06-2020            | 43              | 6*           |             |

### Singles
| Single met eventuele hitnotering(en) in de Nederlandse Top 40 | Datum van verschijnen | Datum van binnenkomst | Hoogste positie | Aantal weken | Opmerkingen                                                      |
| ------------------------------------------------------------- | --------------------- | --------------------- | --------------- | ------------ | ---------------------------------------------------------------- |
| Request + Line                                                | 2001                  | 03-02-2001            | tip5            | -            | met Macy Gray / Nr. 86 in de Single Top 100                      |
| Where Is the Love?                                            | 2003                  | 06-09-2003            | 1(2wk)          | 17           | Nr. 1 in de Single Top 100 / Alarmschijf                         |
| Shut Up                                                       | 2003                  | 06-12-2003            | 2               | 17           | Nr. 3 in de Single Top 100 / Alarmschijf                         |
| Hey Mama                                                      | 2004                  | 06-03-2004            | 5               | 10           | Nr. 6 in de Single Top 100                                       |
| Let's Get It Started                                          | 2004                  | 26-06-2004            | 11              | 16           | Nr. 15 in de Single Top 100                                      |
| Don't Phunk with My Heart                                     | 2005                  | 14-05-2005            | 2               | 14           | Nr. 2 in de Single Top 100 / Alarmschijf                         |
| Don't Lie                                                     | 2005                  | 20-08-2005            | 4               | 14           | Nr. 7 in de Single Top 100 / Alarmschijf                         |
| My Humps                                                      | 2005                  | 19-11-2005            | 4               | 14           | Nr. 5 in de Single Top 100 / Alarmschijf                         |
| Pump It                                                       | 2006                  | 11-03-2006            | 15              | 10           | Nr. 17 in de Single Top 100                                      |
| Mas que nada                                                  | 2006                  | 01-07-2006            | 1(2wk)          | 20           | met Sérgio Mendes / Nr. 2 in de Single Top 100 / Alarmschijf     |
| Boom Boom Pow                                                 | 2009                  | 18-04-2009            | 10              | 16           | Nr. 4 in de Single Top 100                                       |
| I Gotta Feeling                                               | 2009                  | 11-07-2009            | 1(2wk)          | 26           | Nr. 3 in de Single Top 100 / Alarmschijf / Hit van het jaar 2009 |
| Meet Me Halfway                                               | 2009                  | 14-11-2009            | 3               | 15           | Nr. 5 in de Single Top 100 / Alarmschijf                         |
| Rock That Body                                                | 2010                  | 27-02-2010            | 17              | 7            | Nr. 38 in de Single Top 100                                      |
| Imma Be                                                       | 2010                  | 08-05-2010            | tip5            | -            |                                                                  |
| The Time (Dirty Bit)                                          | 2010                  | 20-11-2010            | 4               | 16           | Nr. 2 in de Single Top 100                                       |
| Just Can't Get Enough                                         | 2011                  | 16-04-2011            | 12              | 10           | Nr. 11 in de Single Top 100                                      |
| Don't Stop the Party                                          | 2011                  | 21-05-2011            | tip5            | -            | Nr. 75 in de Single Top 100                                      |
| #wheresthelove                                                | 2016                  | 10-09-2016            | tip22           | -            | met The World                                                    |
| Ritmo (Bad Boys for Life)                                     | 2019                  | 12-10-2019            | tip1            |              | met J Balvin                                                     |
| Mamacita                                                      | 2020                  | 13-06-2020            | 5               | 20           | met Ozuna & J. Rey Soul                                          |
| Vida Loca                                                     | 2020                  | 12-09-2020            | tip4            | -            | met Nicky Jam & Tyga                                             |
| Girl like Me                                                  | 2020                  | 06-03-2021            | 33              | 3            | met Shakira                                                      |
| Don't You Worry                                               | 2022                  | 08-07-2022            | 23              | 14           | met Shakira & David Guetta                                       |

| Single met hitnotering(en) in de Vlaamse Ultratop 50 | Datum van verschijnen | Datum van binnenkomst | Hoogste positie | Aantal weken | Opmerkingen                                         |
| ---------------------------------------------------- | --------------------- | --------------------- | --------------- | ------------ | --------------------------------------------------- |
| Request + Line                                       | 2001                  | 10-03-2001            | tip18           | -            | met Macy Gray                                       |
| Where Is the Love?                                   | 2003                  | 06-09-2003            | 1(4wk)          | 21           | Nr. 1 in de Radio 2 Top 30                          |
| Shut Up                                              | 2003                  | 06-12-2003            | 1(7wk)          | 22           | Nr. 1 in de Radio 2 Top 30                          |
| Hey Mama                                             | 2004                  | 03-04-2004            | 6               | 13           | Nr. 5 in de Radio 2 Top 30                          |
| Let's Get It Started                                 | 2004                  | 10-07-2004            | 22              | 11           | Nr. 19 in de Radio 2 Top 30                         |
| Don't Phunk with My Heart                            | 2005                  | 28-05-2005            | 4               | 13           | Nr. 2 in de Radio 2 Top 30                          |
| Don't Lie                                            | 2005                  | 03-09-2005            | 14              | 10           | Nr. 10 in de Radio 2 Top 30                         |
| My Humps                                             | 2005                  | 26-11-2005            | 3               | 25           |                                                     |
| Pump It                                              | 2006                  | 18-03-2006            | 1(1wk)          | 22           | Nr. 1 in de Radio 2 Top 30                          |
| Mas que nada                                         | 2006                  | 24-06-2006            | 7               | 18           | met Sérgio Mendes / Nr. 3 in de Radio 2 Top 30      |
| Boom Boom Pow                                        | 2009                  | 25-04-2009            | 1(1wk)          | 29           | Goud                                                |
| I Gotta Feeling                                      | 2009                  | 18-07-2009            | 1(8wk)          | 69           | Platina / Langstgenoteerde single in de Ultratop 50 |
| Meet Me Halfway                                      | 2009                  | 31-10-2009            | 1(6wk)          | 26           | Goud                                                |
| Rock That Body                                       | 2010                  | 20-03-2010            | 4               | 17           |                                                     |
| Imma Be                                              | 2010                  | 10-07-2010            | tip2            | -            |                                                     |
| The Time (Dirty Bit)                                 | 2010                  | 20-11-2010            | 1(5wk)          | 22           | Platina                                             |
| Just Can't Get Enough                                | 2011                  | 05-03-2011            | 6               | 17           | Goud                                                |
| Don't Stop the Party                                 | 2011                  | 21-05-2011            | 6               | 15           |                                                     |
| Whenever                                             | 2011                  | 08-10-2011            | tip3            | -            |                                                     |
| #wheresthelove                                       | 2016                  | 10-09-2016            | tip12           | -            | met The World                                       |
| Street Livin'                                        | 2018                  | 20-01-2018            | tip             | -            |                                                     |
| Ritmo (Bad Boys for Life)                            | 2019                  | 30-11-2019            | 30              | 16           | met J Balvin                                        |
| Mamacita                                             | 2020                  | 13-06-2020            | 4               | 21           | met Ozuna & J. Rey Soul / Platina                   |
| Vida Loca                                            | 2020                  | 05-09-2020            | tip             | -            | met Nicky Jam & Tyga                                |
| Girl like Me                                         | 2020                  | 26-12-2020            | tip31           | -            | met Shakira                                         |
| Don't You Worry                                      | 2022                  | 07-08-2022            | 37              | 5            | met Shakira & David Guetta                          |

### NPO Radio 2 Top 2000
| Nummers met noteringen in de NPO Radio 2 Top 2000 | '09  | '10  | '11 | '12  | '13 | '14  | '15 | '16  | '17 | '18 | '19 | '20 | '21 | '22  | '23  | '24  |
| ------------------------------------------------- | ---- | ---- | --- | ---- | --- | ---- | --- | ---- | --- | --- | --- | --- | --- | ---- | ---- | ---- |
| I Gotta Feeling                                   | -    | -    | 188 | 369  | 365 | 402  | 677 | 846  | 843 | 677 | 736 | 609 | 573 | 752  | 866  | 922  |
| Where is the love?                                | 1034 | 1209 | 766 | 1113 | 956 | 1066 | 897 | 1131 | 884 | 711 | 903 | 781 | 855 | 1114 | 1125 | 1208 |

1. ↑  Een '-' betekent dat het nummer niet was genoteerd en een vetgedrukt getal geeft de hoogste notering van een nummer aan.
2. ↑  2009 was het eerste jaar met een notering voor Black Eyed Peas.